# 유엔 안전 보장 이사회 결의 제668호
유엔 안전 보장 이사회 결의 제668호는 1990년 9월 20일 만장일치로 채택되었다. 캄보디아에서 정의롭고 지속 가능한 평화적 상황을 위한 지속적인 정치적 논의와 노력을 확인하고, 캄보디아 국민이 유엔이 조직한 선거를 통해 자결권을 행사할 수 있도록 하는 정치적 틀을 승인하였다.
이사회는 약 10년 동안 캄보디아 문제와 베트남군의 캄보디아 점령 문제를 심의해 왔지만, 상임이사국 간의 합의 부족으로 이사회는 조치를 취하지 못하고 총회에서 다루어졌다.
결의안은 이행 기간 동안 권한의 원천으로서 최고 국민평의회의 창설을 환영하였으며, 다른 국가들과 유엔 사무총장에게 평화 정착을 위한 지원을 계속해줄 것을 요청하였다.

## 같이 보기
- 유엔 안전 보장 이사회 결의 제601 ~ 700호 목록
- 캄푸치아 인민공화국
- 유엔 캄보디아 과도 통치기구

## 참고문헌
1. ↑  “Cambodia – UNAMIC Background”. United Nations.
2. ↑  Heder, Stephen R.; Ledgerwood, Judy (1996). 《Propaganda, politics, and violence in Cambodia: democratic transition under United Nations peace-keeping》. M.E. Sharpe. 243쪽. ISBN 978-1-56324-665-4.